# Kalvarienberg (Prüm)
Der Kalvarienberg ist eine bewaldete Anhöhe (572,5 m ü. NHN) nordwestlich von Prüm in der westlichen Eifel. An der nördlichen Seite des Kavalierenbergs befindet sich das St.-Joseph-Krankenhaus.
Bei der Explosionskatastrophe in Prüm am 15. Juli 1949, von der heute noch ein Krater zeugt, wurden neben der alten Kapelle aus dem Jahre 1696 große Teile des Kreuzwegs zerstört. Der Altar der alten Kapelle befindet sich in der Basilika Prüm. Die Kapelle „Unserer lieben Frau“ wurde im Jahre 1984 errichtet und am 16. November 2018 ein Bestattungswald eingesegnet.